# Титан (селище)
Титан  (рос. Титан) — селище, підорядковане місту Кіровськ Мурманської області Російської Федерації.
Населення становить 1442 особи. Належить до муніципального утворення Кіровський міський округ.

## Населення
| 2002 | 2010  |
| ---- | ----- |
| 1635 | ↘1442 |